# Renaissance nationale unie
Renaissance nationale unie (en espagnol : Renacimiento Unido Nacional, RUNA), est un parti politique péruvien fondé en 1992 sous le nom de Renaissance andine et qui prend son nom actuel en 2013.

## Histoire
Selon les statuts du parti, le parti commence comme en tant que mouvement indépendant et qui acquiert le statut de parti politique enregistré le 19 août 2002 et change de nom le 15 juin 2013.
En 1993, Ciro Gálvez fonde le parti politique Renaissance andine (en espagnol : Renacimiento Andino). Il se présente sans succès à la présidence lors des élections générales de 2001, il termine en sixième position. Il se représente aux élections de 2006. Le 7 avril 2006, deux jours avant les élections, il se retire officieusement de la course, exprimant son soutien à la candidature de Lourdes Flores, mais ne présente pas de démission formelle. Il reçoit 0,18 % des voix, terminant en 15e position.
Le 15 juin 2013, il refonde son parti Renaissance andine, en changeant son nom en Renaissance nationale unie parce qu'il veut, selon les mots de Gálvez, « relancer le mouvement avec un nom plus inclusif ».
Le 28 octobre 2020, Gálvez dépose sa candidature pour les élections de 2021. Il déclare que le parti « affrontera les élections de 2021 avec ses propres militants, sans alliance électorale ou politique, ou personnalités connues »,. Il termine une nouvelle fois 15e du scrutin présidentiel avec 0,62 % des voix.
De juillet à octobre 2021, Ciro Gálvez est ministre de la Culture dans le premier gouvernement Castillo.

## Résultats électoraux

### Élections présidentielles
| Année | Candidats   | Candidats        | Candidats        | 1er tour | 1er tour | 1er tour |
| Année | Présidence  | Vice-présidences | Vice-présidences | Voix     | %        | Rang     |
| ----- | ----------- | ---------------- | ---------------- | -------- | -------- | -------- |
| 2001  | Ciro Gálvez | Adolfo Léon      | Fortunato Turpo  | 85 436   | 0,80     | 6e       |
| 2006  | Ciro Gálvez | Patricia Marimon | Carmen Casani    | 22 892   | 0,18     | 15e      |
| 2021  | Ciro Gálvez | Sonia Garcia     | Claudio Zolla    | 89 376   | 0,62     | 15e      |

### Élections législatives
| Année | Voix    | %    | Rang | Élus    |
| ----- | ------- | ---- | ---- | ------- |
| 2006  | 75 444  | 0,70 | 17e  | 0 / 130 |
| 2020  | 265 564 | 1,79 | 18e  | 0 / 130 |
| 2021  | 97 538  | 0,76 | 18e  | 0 / 130 |